# Hymenophyllum sericeum
Hymenophyllum sericeum là một loài thực vật có mạch trong họ Hymenophyllaceae. Loài này được (Sw.) Sw. miêu tả khoa học đầu tiên năm 1802.